# カヤコオロギ
カヤコオロギ（茅蟋蟀、萱蟋蟀 Euscyrtus japonicus）はバッタ目コオロギ科マツムシ亜科の昆虫。
ススキ（別名カヤ）やチガヤに棲むコオロギの1種。

## 形態
体長10－12mm程。細長い体型で白っぽい褐色をしている。濃い褐色の線を頭部から前翅に走らせる。
翅は退化し前胸とほぼ同じ長さの前翅を持つのみである。オスも発音器を欠き、鳴かない。
メスは尾端に体長とほぼ同じ長さの産卵管を持つ。

## 生態
6月頃孵化し、8月ごろ羽化する。
主に日当りの良い草原に棲息。チガヤが優先し所々ススキが生えるような場所にいる。このような場所が隣接する林縁のササなどの上にいることもある。
イネ科の植物を主食とし、産卵も食草に行う。葉の真ん中を筋状に食う面白い食痕を残す。
求愛行動については謎が多く、恐らくフェロモンと振動ディスプレイによってお互いを認識しているものと思われる。
メスはイネ科植物の葉鞘に囓り痕を付け、そこから産卵管を差し込み産卵する。
同じ様な環境を好むマツムシに比べよりイネ科に依存する傾向が強く、殆どイネ科しか食べない。
また繁殖力、適応力、移動力もマツムシより乏しく、環境の破壊に弱い。